# 西加罗丘陵县
西加罗丘陵县（West Garo Hills District）是印度東北部梅加拉亞邦的一個縣。面積3,714平方公里，2001年人口515,813，人口密度每平方公里139人，識字率為53%。

## 外部連結
- West Garo Hills website

25°31′00″N 90°13′00″E / 25.5167°N 90.2167°E